# スピアマンの順位相関係数

スピアマンの順位相関係数では1だが、ピアソンの積率相関係数では0.88の例

スピアマンの順位相関係数（スピアマンのじゅんいそうかんけいすう、英: Spearman's rank correlation coefficient）は統計学において順位データから求められる相関の指標である。値は-1以上1以下の実数となり、1ならば単調増加、-1ならば単調減少である。チャールズ・スピアマン(Charles Spearman)によって提唱され、ふつうρ あるいは rS などと書かれる。
ピアソンの積率相関係数（普通に相関係数と呼ばれるもの）と違い、ノンパラメトリックな指標である。すなわち2つの変数の分布について何も仮定せずに、変数の間の関係が任意の単調関数によってどの程度忠実に表現できるかを、評価するものである。「変数間の関係は線形である」と仮定する必要も、また変数を数値的にとる必要もなく、順位が明らかであればよい。
原理的にはスピアマンの順位相関係数はピアソンの積率相関係数の特別な（相関係数を計算する前にデータを順位に変換した）場合に当たる。証明は英語版Wikipediaを参照。しかしρ を計算するには普通もっと単純な手順が用いられる。生のスコアを順位に変換し、各観察（各ペア）における2つの変数の順位の差D を計算する。

## 定義
スピアマンの順位相関係数 ρ は
{\displaystyle \rho =1-{\frac {6\sum D^{2}}{N^{3}-N}}}
で定義される。ただし
D = 対応するX とY の値の順位の差
N = 値のペアの数
である。
同順位（タイ）がある場合には、X、Y における同順位の個数をそれぞれnx 、ny 、それらの順位をti 、tj （i = 1, 2, ... , nx ；j = 1, 2, ... , ny ）として、以下の式を用いる：
{\displaystyle \rho ={\frac {T_{x}+T_{y}-\sum D^{2}}{2{\sqrt {T_{x}T_{y}}}}}}
{\displaystyle T_{x}={\frac {N^{3}-N-\sum (t_{i}^{3}-t_{i})}{12}}}
{\displaystyle T_{y}={\frac {N^{3}-N-\sum (t_{j}^{3}-t_{j})}{12}}}
しかし同順位が少なければそれらを無視して最初の式を用いても影響は小さい。

## 検定
スピアマンの順位相関係数の母集団の真のρ が有意に0と異なるかどうかを検定する方法は複数存在する。
標本数が約20以上の場合、観察値のｔ検定値は
{\displaystyle t={\frac {\rho }{\sqrt {(1-\rho ^{2})/(n-2)}}}}
であり、これは帰無仮説（二変数が相関なし）が真であると仮定した場合、近似的にスチューデントのt分布自由度n-2に従う。
他にもフィッシャーのz変換を用いてZ値を計算する方法や、パーミュテーションテストを用いる検定方法もある。
また、教科書にはスピアマンの順位相関係数の数表が載っていることも多く、この数値と比較する方法は、応用範囲が限られていると言うものの煩雑な計算を用いる必要がなく便利である。